# ویلیما
ویلیما (به لاتین: Vilima) یک منطقهٔ مسکونی در استونی است که در شهرستان هیو واقع شده‌است.